# The Beginning (album Varius Manx)
The Beginning – debiutancki album zespołu Varius Manx, powstały w marcu 1990, a wydany nakładem wytwórni Polskie Nagrania „Muza” w roku 1991. Materiał zawiera muzykę instrumentalną, z elementami jazzu i ambientu.
Muzyka: Robert Janson (1, 2, 3, 4, 5, 10, 13), Paweł Marciniak (6, 9, 11, 12), Tomasz Ziółkiewicz (8).

## Lista utworów
| 1.  | „The Beginning”                    | 4:49  |
|     |                                    |       |
| 2.  | „The Riddle of the Sky”            | 2:49  |
|     |                                    |       |
| 3.  | „Dark Passage”                     | 1:57  |
|     |                                    |       |
| 4.  | „Sympathy”                         | 6:38  |
|     |                                    |       |
| 5.  | „Traveller”                        | 2:41  |
|     |                                    |       |
| 6.  | „Silent Scream”                    | 3:58  |
|     |                                    |       |
| 7.  | „Lake”                             | 1:38  |
|     |                                    |       |
| 8.  | „Bitter Words”                     | 4:52  |
|     |                                    |       |
| 9.  | „Carpe Diem”                       | 1:29  |
|     |                                    |       |
| 10. | „After Time”                       | 5:45  |
|     |                                    |       |
| 11. | „LC 2”                             | 1:29  |
|     |                                    |       |
| 12. | „The New Shape”                    | 4:05  |
|     |                                    |       |
| 13. | „The Rose In The Spittoon” (bonus) | 3:47  |
|     |                                    |       |
| 14. | „Emotion” (bonus)                  | 1:54  |
|     |                                    |       |
|     |                                    | 47:51 |
|     |                                    |       |

## Muzycy
- Robert Janson – gitara akustyczna, śpiew
- Michał Marciniak – gitara, gitara akustyczna
- Paweł Marciniak – perkusja, instrumenty klawiszowe
- Tomasz Ziółkiewicz – klarnet, piano

gościnnie
- Jacek Łągwa – programowanie instrumentów
- Joanna Gozdek – śpiew (sopran)
- Łukasz Błaszczyk – śpiew
- Paweł Babara – gitara basowa
- Beata Witkowska – flet
- Iwona Rapacz – wiolonczela
- Robert Nogacki – obój
- Krzysztof Przewoźny – obój
- Piotr Sobczak – gitara basowa
- Mariusz Puchłowski – samponia
- Agnieszka Król – chórek
- Agnieszka Makówka – chórek
- Kamila Sowińska – chórek
- Ewa Śródkowska – chórek

realizacja nagrań
- Jarosław Regulski
- Tadeusz Mieczkowski